# Dilinata
Dilinata  este un oraș în Grecia în prefectura Kefalonia.